# Justus Jacob Hespe
Justus Jacob Hespe (getauft 21. November 1765 in Hannover; gestorben 16. November 1842 ebenda) war ein deutscher Uhrmacher, Mechaniker und 1822 Erfinder einer nach ihm benannten dreirädrigen Fahrmaschine mit Fußhebelantrieb, der Hespine.

## Leben

### Familie
Hespe kam als Sohn des Hof-Uhrmachers Anton Adolph Hespe (* um 1726 in Stadthagen; † 12. August 1811 in Hannover) zur Welt. Seine Mutter war die Tochter des königlichen Kunstmeisters dem „Hofbau-Conducteur“ Johann Just Cleeves, dessen Großvater Joseph Cleeves 1718 zur Überwachung der englischen Wassermaschine nach Herrenhausen aus Salisbury nach Hannover geholt wurde, um die Große Fontäne im Großen Garten in Betrieb zu setzen.

### Werdegang
Hespe absolvierte zunächst bei seinem Vater eine Lehre als Uhrmacher, leistete jedoch erst 1798 den Bürgereid in Hannover und ließ sich dann selbst in Hannover nieder.
1822 konstruierte er eine dreirädrige „Fahrmaschine“, die im Neuen Vaterländischen Archiv beschrieben wurde:

„Die Hespine. Diesen Namen führt eine von dem Herrn Uhrmacher und Mechanikus J. J. Hespe in Hannover neu erfundene Fahrmaschine nach Art der Draisine, jedoch viel vervollkommneter. Die Hespine hat nämlich die Vorzüge vor der Draisine, daß sie drei Räder enthält; das vorderste hält zwei Fuß im Durchmesser, die beiden hintersten drei Fuß zwei Zoll, das Gleis hält drei Fuß Weite, folglich ist man Balance zu halten, überhoben, und befindet sich mit den Füßen immer einen Fuß über der Erde. Der Mechanismus ist äußerst solide und geschieht durch Treten; man sitzt auf einem ungarischen Sattel, als wenn man ritte, und hat seine Füße in daran befestigten Schuhen. Die Bewegung ist die nämliche, als wenn man geht. Man bedarf keiner großen Anstrengung und braucht die Maschine nur in Gang zu erhalten. Ihr Bau ist angenehm, welches auch durch den Beifall der Herzogin von Cambridge bestätigt worden. Was ihre Schnelligkeit betrifft, so werden durch einen Tritt, wenn das vordere Rad einmal herumgeht, 6 Fuß, also 2 starke Mannschritte, zurückgelegt. Übrigens ist dieses Fuhrwerk nur für rüstige junge Männer von Nutzen. Gegenwärtig ist Herr Hespe beschäftigt, dasselbe so einzurichten, daß sich zwei Personen fahren können (wohl als Tandem), und daß dieselbe mit Nutzen auf Grand-Chausseen, Alleen und in Parks gebraucht werden kann.“

Die Bezeichnung als Fahrmaschine stammt von dem Drais'schen vierrädrigen Muskelkraftwagen mit Tretkurbelantrieb von 1813, die Bezeichnung als Hespine hatte ihr Vorbild in der Bezeichnung der zweirädrigen Drais'schen Laufmaschine von 1817 als Draisine. In der Zeit des Nationalsozialismus behauptete das Hannoversche Kurier-Tageblatt in nationalistischer Manier und Verkehrung der Tatsachen:

„Der fundamentale Unterschied zwischen Draisine und Hespine liegt auf der Hand. Wir dürfen mit Recht unseren Mitbürger Hespe als den eigentlichen Erfinder des Fahrrades bezeichnen.“

Die Erfindung des Zweirad-Prinzips liegt aber definitiv bei Karl Drais. Die damals ab 1817 vielerorts konzipierten Dreiräder waren gedacht, dank ihrer Standfestigkeit den Zeitgenossen die Balancierangst zu nehmen, welche sie vom Zweiradfahren abhielt. Bei diesen konnte man mechanische Fußantriebe verwenden, wie schon In Drais' Fahrmaschinen von 1813. Hespes Dreirad war also kein Einzelfall und keine Priorität. Ob sein Antriebsmechanismus besonders originell war, lässt sich ohne Abbildung nur anhand der mageren Textquelle nicht entscheiden.
„Über den Einsatz und die Weiterentwicklung der Hespine ist nichts bekannt.“ Nach Waldemar R. Röhrbein setzte sich das dreirädrige Gefährt zwar nicht durch, kann „aber als hann[overscher] Beitrag zur Entwicklung des Fahrrades und damit zum technischen Fortschritt angesehen werden“ – ohne Lokalpatriotismus erscheint Hespe als einer von vielen.
Dreizehn Jahre nach der Erfindung der Hespine „ritt“ Georg von Alten 1835 auf einer Laufmaschine von Großgoltern nach Hannover, die „vermutlich [...] identisch [ist] mt der Draisine, die sich heute im Historischen Museum in Hannover befindet.“ Hespe, der sich auch als Privatgelehrter bezeichnete, wurde im Adressbuch der Stadt Hannover von 1842 noch als „Uhrmacher und Naturdichter“ bezeichnet. Er starb im selben Jahr.

## Schriften
- Ideale, aus dem Gebiete der Natur geschöpft, 1828
- Theater, 1828